# Antidesma trichophyllum
Antidesma trichophyllum är en emblikaväxtart som beskrevs av Albert Charles Smith. Antidesma trichophyllum ingår i släktet Antidesma och familjen emblikaväxter. Inga underarter finns listade i Catalogue of Life.